# Kleehof (Gerhardshofen)
Kleehof ist ein Gemeindeteil der Gemeinde Gerhardshofen im Landkreis Neustadt an der Aisch-Bad Windsheim (Mittelfranken, Bayern). Kleehof liegt in der Gemarkung Gerhardshofen.

## Geografie
Die Einöde ist von Wald umgeben: im Norden Kleehofer Wald, im Westen Würzburger Wald, im Südosten Weidenhain und im Südwesten Ochsengraben. Unmittelbar südlich des Ortes fließt der Willmersbach (im Unterlauf Vahlenmühlbach genannt), ein rechter Zufluss der Aisch. Die Staatsstraße 2414 führt nach Birnbaum (2,5 km nördlich) bzw. nach Hohholz (1,4 km südlich).

## Geschichte
Der Ort wurde zwischen 1303 und 1317 im Lehenbuch des Hochstifts Würzburg als „Klebehain“ erstmals urkundlich erwähnt.
Gegen Ende des 18. Jahrhunderts bestand Kleehof aus einem Anwesen. Das Hochgericht übte das brandenburg-bayreuthische Kasten- und Jurisdiktionsamt Dachsbach aus. Der Hof hatte das Kasten- und Jurisdiktionsamt Dachsbach als Grundherrn.
Von 1797 bis 1810 unterstand der Ort dem Justizamt Dachsbach und Kammeramt Neustadt. Im Rahmen des Gemeindeedikts wurde Kleehof dem 1811 gebildeten Steuerdistrikt Dachsbach zugeordnet, ab 1813 gehörte es dem Steuerdistrikt und der Ruralgemeinde Birnbaum an. Mit dem Zweiten Gemeindeedikt (1818) wurde es nach Gerhardshofen umgemeindet.

## Einwohnerentwicklung
| Jahr      | 001818 | 001840 | 001861 | 001871 | 001885 | 001900 | 001925 | 001950 | 001961 | 001970 | 001987 |
| Einwohner | 6      | 6      | 4      | 6      | 5      | 6      | 3      | 4      | 0      | 0      | 0      |
| Häuser    | 1      | 1      |        |        | 1      | 1      | 1      | 1      | 1      |        | 1      |
| Quelle    | [ 10 ] | [ 11 ] | [ 12 ] | [ 13 ] | [ 14 ] | [ 15 ] | [ 16 ] | [ 17 ] | [ 18 ] | [ 19 ] | [ 1 ]  |

## Religion
Der Ort ist seit der Reformation evangelisch-lutherisch geprägt und bis heute nach St. Peter und Paul (Gerhardshofen) gepfarrt.